# Stazione di Lugo
Stazione di Lugo vasútállomás Olaszországban, Lugo településen.

## Vasútvonalak
Az állomást az alábbi vasútvonalak érintik:
- Castelbolognese–Ravenna-vasútvonal
- Faenza–Lavezzola-vasútvonal

## Kapcsolódó állomások
A vasútállomáshoz az alábbi állomások vannak a legközelebb:
- Stazione di Bagnacavallo
- Stazione di Barbiano
- Stazione di Cotignola
- Stazione di Sant'Agata sul Santerno (Stazione di Lavezzola, Faenza–Lavezzola-vasútvonal)